# 한국 근대의 교육
한국의 근대 교육은 조선 말기의 1883년 원산학사에서부터 출발하여 1910년 국권 강탈까지의 교육일반을 다룬다. 조선말기 실학사상의 달현, 전국적인 농민반란, 서학(천주교)의 전래로 성리학적 기강이 현저하게 해이해졌으며, 구미 자본주의 열강이 상품시장과 원료 조달지를 아시아로 확대해 나가면서 조선의 기저사회에 커다란 변화가 일어났다. 기저사회와 제도사회의 단절적 괴리가 심화되던 도중 19세기 후반의 개항은 더 이상 조선이 개항하지 않을 수 없게 했으며, 1894년에는 국가의 근대화를 지향하기 위한 대수술인 갑오개혁이 단행되게 되었다.
한국 근대 교육 체제는 바로 이러한 국가 근대화 과정과 궤를 같이하여 형성되었다. 특히 국가의 부강은 교육의 혁신에 달렸있다는 인식이 확산되면서 정부뿐만이 아니라 민간 차원에서도 근대식 학교 설립이 활발하게 이루어지게 되었다. 이와 같은 근대학교 설립은 곧 새로운 역사에 직면하여 대처해나갈 인재들을 양성하기 위한 것이었다. 뿐만 아니라 근대학교는 개신교와 천주교 전파를 위해 외국으로부터 들어온 선교사들에 의해서도 상당수 세워졌다. 이처럼 구한말의 근대학교 설립은 정부ㆍ민간인ㆍ선교사의 세 집단이 주축이 되어 추진되던 것이다.
근대 초기의 교육은 학교급이 나뉘어 시행된 것이 아니었으며, 특정 목적을 달성하기 위해 세워진 학교가 대부분이다. 근대 말기에 이르러서야 초등교육기관과 중등교육기관으로 학교급이 분별되게 된다. 따라서, 근대 교육을 살펴보는 데에는 학교의 설립을 위주로 보는 것이 타당하다.

## 근대교육의 발흥
개항 이후 서양의 근대문화에 접하게 된 조선 정부는 구래의 전통적 유교교육을 청산하고 서구의 신문화를 섭취하기 위한 신식 교육을 실시했다. 한편 제국주의 열강의 침략에 맞서기 위한 교육의 필요성을 절감한 민간 유지들에 의해서도 일종의 민중교육 운동이 추진되었고 조선에 진출한 기독교계 선교단체들에 의해 선교 계통의 학교도 세워졌다. “아는 것이 힘이다. 배워야 산다.”고 한 이 시기 교육운동가들의 구호에서 드러나고 있는 것과 같이, 이 시기의 교육운동은 국권의 수로를 위한 결의였으며, 생존을 위한 실력배양을 목적으로 하고 있었다. 민중교육 운동은 보통교육 분야뿐만 아니라 중등교육 내지 전문교육의 영역으로 확대되어 가고 있었으며, 여성교육과 기술교육도 적극적으로 추진되어 갔다.
문호 개방 직후부터 일부 선각자 적인 지식인들은 근대교육의 실시에 큰 관심을 가지고 있었다. 박영효, 김옥균과 같은 개화사상가들은 개화운동의 일환으로 교육의 개혁을 강력히 기도했고, 이후 유길준, 윤치호 등과 독립협회의 회원들도 부국강병을 위한 근대 교육의 실시를 주장하고 있었으며, 이와 같은 개화사상가들의 주장과 노력에 의해, 그리고 시대적 요청에 의해 조선에서도 근대적 교육기관이 설립될 수 있는 분위기가 조성되어 갔다.

## 근대학교 성립기의 교육
갑오경장에 의한 신학제의 확립은 근대학교의 설립에 박차를 가해 한국교육의 새로운 교육전통을 이룩하게 하였다.이러한 교육전통은 개화이래 기독교 선교사들에 의하여 설립된 선교주의 학교에서 근대교육의 제 요소를 발견할 수 있다. 따라서 선교교육의 이념이 갑오개혁 이후 신학제 설립에 직접적인 영향을 주었던 것이다. 근대교육의 시발점도 이로부터 비롯되고 있는 것이다.이후 일제의 침략에 의하여 근대교육은 교육의 주체성을 상실하고 반식민지교육(半植民地敎育)으로 재편하는 과정을 밟지 않을 수 없었다. 따라서 민족감정과 국권회복을 이념으로 하는 민족교육이 활발하게 전개되어, 많은 사립교육기관이 새로운 양상을 띠고 배태(胚胎)되었다. 근대 한국의 교육을 이와 같은 관점에서 다음과 같이 세 가지로 구분하여 학교설립과 교육이념을 고찰해 본다.

### 선교주의 학교의 설립
1885년 배재학당(培材學堂)의 설립 이래 1910년에 이르는 동안 선교계 학교는 그 설립목적을 기독교사상의 포교에 두고 있으나, 그 교육활동에서 나타나는 여러 가지 요소에는 한국사회의 근대화를 위한 근원적인 이념이 제시되고 있다.당시 설립된 이들 선교계 학교의 성격과 특징은, ① 기독교적 민주주의 교육과 기독교적 국가의 인재양성, ② 자주정신에 입각한 한국인의 양성, ③ 평등사상에 의한 교육활동, ④ 교육과정에 있어 근대식 교육과정 구성, ⑤ 학기와 시간배정에 의한 근대학제의 설립이 그 특징이라 할 수 있다.

### 국가에 의한 근대학교의 설립
근대학교를 위한 국가의 최초의 노력은 1886년의 동문학교(同文學校)와 육영공원(育英公院) 등의 설립으로 나타났다. 이후 1894년 갑오개혁의 개혁정부는 교육개혁의 임무를 띠고, 1895년 1월 7일 아문(衙門)은 고시를 통하여 국정쇄신을 위한 영재교육(英才敎育)의 시급함을 강조하고, 소학교와 사범학교를 설립하여 반상(班常)의 구별없이 인재를 양성할 뜻을 밝히고, 내정개혁방안강목(內政改革方案綱目) 중 제5조에는 교육제도 전반에 대한 규정을 설정하였다. 계속해서 근대사상의 수용을 위한 해외유학생의 파견이 홍범(洪範) 14조의 1항에 나타나 있으며, 1895년 2월에는 근대교육에 대한 고종의 교육조서가 발표되었다.당시 국가에 의해 설립된 각급 학교의 공통된 특징은, ① 소학교·중학교·전문학교·대학으로 연결되는 교육체제의 확립, ② 근대 선진국가의 교육과정 수용, ③ 국민교육으로서 초등교육 의무화의 기초확립, ④ 기회균등의 원칙 설정으로 인한 민주화에의 공헌, ⑤ 교과목에서 외국어의 장려 등을 엿볼 수 있다.

### 근대 사학의 설립
선각자들은 학교교육의 필요성을 강조하여 정부에 학교설립을 건의하는 한편, 신교육을 외면하는 당시 민중을 계몽하여 교육입국(敎育立國)의 민족적 각성을 촉구하였다.1905년을 전후하여 민족의 각성이 교육구국(敎育救國)의 일념으로 승화되어, 민족교육의 생성과 전개가 국민운동의 염원으로 전개되었다. 1905년부터 1910년까지 설립된 근대사학기관은 5,000여 교에 달하였으며, 1908년 사립학교령에 의해 많은 사학이 폐쇄되었다.근대 사립학교의 공통된 특징은 ① 국민회복을 위한 민족운동가의 양성, ② 배일교과(排日敎科)에 의한 민족의식의 고양(高揚), ③ 과외활동을 통한 민족의식의 고취, ④ 교육실천을 통한 항일운동 등을 들 수 있다.

## 교육기관

### 육영공원
육영공원(育英公院)은 고종 23년(1886)에 국가에서 설립한 교육기관이다. 현대식 교육기관으로는 한국 최초의 학교로 미국인을 교수로 초빙, 준재(俊才)를 선발하여 영어를 중심으로 수학·외국어·지리학·정치·경제 등을 교수하였다. 교사로는 미국에서 초빙한 길모어(G. W. Gilmore：吉模)·뱅커(D. A. Banker：房巨)·헐버트(Rev. H. G. Hulbert：轄甫) 세 사람이었다. 입학자격은 일반 고관자제들만으로 한정하였다.

### 기독교계 사립학교
기독교 선교사들에 의해 설립된 최초의 근대학교는 사립학교로서 '배재학당'과 '경신학교', '이화학당' '정신여학교' 등이었다. 초기 선교사의 활동을 보면, 1882년 한미수호조약이 체결되고, 그 이듬해 여름 전권대사 자격을 주어 민영익 일행을 친선사절로 미국을 방문케 했다. 이때 뉴욕 감리회(監理會) 선교 본부는 민영익으로부터 당시의 한국사정을 청취하고 선교의 필요성을 느끼게 되었다. 그리하여 일본에 머물던 감리회 선교사 매클레이(R. S. Macley)로 하여금 한국을 방문, 사정을 알아보게 하였다. 이런 임무를 띠고 매클레이 부처는 1884년 6월 한국에 도착하여 김옥균의 안내로 고종을 알현하고, 교육과 의료사업의 윤허(允許)를 받게 되었다. 동년 9월 의사 앨런(H.N. Allen)부처, 1885년 언더우드(H. G. Underwood)·아펜젤러(H. G. Appenzeller.)·스크랜턴(Mrs,M. F. Scranton) 등의 선교사들이 입국하게 되었다. 이들은 내한하자 곧 교육과 의료를 선교의 수단으로 삼아 의료로 한국인의 불행을 구제하고, 교육에 의해 계몽하려 했던 바 광혜원·배재학당·경신학교·이화학당·정신여학교 등이 바로 이런 목적에서 설립되었다.
| 연도 | 학교명                     | 교파   | 소재지 |
| ---- | -------------------------- | ------ | ------ |
| 1885 | 광혜원(廣惠院)             |        | 서울   |
| 1885 | 배재학당(培材學堂)         | 감리회 | 서울   |
| 1886 | 이화학당(梨花學堂)         | 감리회 | 서울   |
| 1886 | 경신학교(儆新學校)         | 장로회 | 서울   |
| 1887 | 정신여학교(貞信女學校)     | 장로회 | 서울   |
| 1892 | 영화여학교(永化女學校)     | 감리회 | 인천   |
| 1894 | 광성학교(光成學校)         | 감리회 | 평양   |
| 1894 | 숭덕학교(崇德學校)         | 감리회 | 평양   |
| 1894 | 정의여학교(正義女學校)     | 감리회 | 평양   |
| 1895 | 일신여학교(日新女學校)     | 장로회 | 부산진 |
| 1896 | 정진학교(正進學校)         | 감리회 | 평양   |
| 1897 | 공옥학교(攻玉學校)         | 감리회 | 서울   |
| 1897 | 숭실학교(崇實學校)         | 장로회 | 평양   |
| 1897 | 신군학교(信軍學校)         | 감리회 | 서울   |
| 1898 | 배화여학교(培花女學校)     | 감리회 | 서울   |
| 1898 | 맹아학교(盲啞學校)         | 감리회 | 평양   |
| 1898 | 명신학교(明信學校)         | 장로회 | 재령   |
| 1901 | 장로회신학교(長老會神學校) | 장로회 | 평양   |
| 1903 | 숭의여학교(崇義女學校)     | 장로회 | 평양   |
| 1903 | 원산여학교(元山女學校)     | 감리회 | 원산   |
| 1904 | 정명여학교(貞明女學校)     | 장로회 | 목포   |
| 1904 | 덕명학교(德明學校)         | 감리회 | 원산   |
| 1904 | 호수돈여학교(好壽敦女學校) | 감리회 | 개성   |
| 1904 | 진성여학교(進誠女學校)     | 장로회 | 원산   |
| 1905 | 의창학교(懿昌學校)         | 감리회 | 해주   |
| 1906 | 영명학교(永明學校)         | 감리회 | 공주   |
| 1906 | 계성학교(啓聖學校)         | 장로회 | 대구   |
| 1906 | 신성학교(信聖學校)         | 장로회 | 선천   |
| 1906 | 보성여학교(保聖女學校)     | 장로회 | 선천   |
| 1906 | 의명학교(義明學校)         | 안식교 | 순안   |
| 1906 | 한영서원(韓英書院)         | 감리회 | 개성   |
| 1906 | 미리흠학교(美理欽學校)     | 감리회 | 개성   |
| 1907 | 약현학교(藥峴學校)         | 천주교 | 서울   |
| 1907 | 수피아여학교(須彼亞女學校) | 장로회 | 광주   |
| 1907 | 신명여학교(信明女學校)     | 장로회 | 대구   |
| 1907 | 기전여학교(紀全女學校)     | 장로회 | 전주   |
| 1908 | 신흥학교(新興學校)         | 장로회 | 전주   |
| 1908 | 창신학교(昌信學校)         | 장로회 | 마산   |
| 1909 | 의정학교(懿貞學校)         | 감리회 | 해주   |

위의 표를 보면 갑오개혁(甲午改革)을 전후하여 기독교계 학교가 많이 설립되었고, 처음 서울을 중심으로 세워지던 것이 차츰 지방으로 퍼져나가 거의 전국화되었으며, 남자학교보다 여자학교가 많았다는 것을 알 수 있다. 1910년 2월까지 설립된 기독교계 학교의 종파별 통계를 보면 장로파가 501교, 감리파가 158교, 성공회(聖公會)가 4교, 안식교가 2교, 종파 미상교가 84교, 각 파 합동이 1교, 천주교 46교로 신·구교회가 세운 학교는 모두 796교였다. 이상과 같이 기독교가 한국에 들어오면서부터 이들 종교계통의 학교들은 1894년 정부에 의한 교육개혁이 있기까지 근대교육의 기초를 마련해 주었다.

### 관학계 학교

#### 신학제의 성립
근대화를 위한 혁신(革新)인 갑오개혁은 교육에도 그대로 반영되었다. 1894년 6월 관제(官制)를 개혁하여 6조(六曹) 중 예조(禮曺)는 학무아문(學務衙門)으로 개편되었다. 학무아문은 교육·학무를 관장하는 문교행정기관으로 그 구조는 ① 총무국, ② 성균관 및 상교서원사무국(庠校書院事務局), ③ 전문학무국(專門學務局：중학교·대학교·기술예능학교·외국어학교 및 전문학교에 관한 사무를 관장함), ④ 보통학무국(普通學務局：소학교·사범학교에 관한 사무를 관장함), ⑤ 사무국(事務局：국문·자·각국 글의 번역 및 교과서의 편집사무를 관장함)으로 되어 있었다.새로 출발한 학무아문은 그 해 7월 고시(告示)를 발표하여 국정쇄신(國政刷新)에 있어 영재(英材)교육의 시급함을 강조하고, 소학교와 사범학교를 세워 종래 교육의 계급의식을 불식(拂拭)하고, 반상(班常)의 구별없이 준총(駿▩)을 모아 인재를 기를 뜻을 밝히며, 점차 대학과 전문학교를 세울 것을 약속하였다.또 그 해 12월에 고종은 한국 최초의 헌법이라고 할 수 있는 '홍범(洪範) 14조'를 발표하였는데, 이는 정부가 서양의 학술·기예(技藝) 수입의 긴요성을 느끼고 있었다는 것을 입증하는 것이다.

#### 관학의 성립
고종의 교육입국(敎育立國)의 정신에 따라 정부는 1895년 4월 교사양성을 위한 '한성사범학교관제(漢城師範學校官制)'를 공포하였다. 정부는 계속하여 여러 학교 관제(學校官制)와 규칙을 제정·공포하였는데 시대별로 보면 아래 표와 같다. 이와 같은 관제로 정부는 1895년에 한성사범학교를 비롯하여 외국어학교·법관양성소, 1899년에 경성의학교(京城醫學校), 1900년에 관립중학교, 1904년에 농상공학교(農商工學校), 1908년에 한성고등학교 등 관립학교를 설치하였다. 갑오개혁 자체가 일본의 힘에 의해 이루어진만큼 이런 관학의 설립은 일본을 모방한 것이었다.
| 일자            | 관제내용           |
| --------------- | ------------------ |
| 1895년 4월 16일 | 한성사범학교 관제  |
| 1895년 5월 10일 | 외국어학교 관제    |
| 1895년 7월 2일  | 성균관 관제        |
| 1895년 7월 19일 | 소학교령           |
| 1895년 7월 23일 | 한성사범학교 규칙  |
| 1895년 8월 9일  | 성균관경학과 규칙  |
| 1895년 8월 12일 | 소학교 규칙대강    |
| 1896년 2월 20일 | 보조공립소학교규칙 |
| 1899년 3월 24일 | 의학교 관제        |
| 1899년 4월 4일  | 중학교 관제        |
| 1900년 6월 27일 | 외국어학교 규칙    |
| 1904년 6월 8일  | 농상공학교 관제    |

##### 사범학교
사범학교(師範學校)에 관한 규정은 1895년 4월 16일 칙령(勅令) 79호로 공포한 '한성사범학교 관제'와 같은 해 7월 23일 학부령 1호로 공포한 '한성사범학교 규칙'이 있다. 이는 근대식 학교의 최초의 관제이다. 전문 13조로 구성된 '관제'의 내용을 보면 다음과 같다.
1. 교관양성(敎官養成)을 목적으로 한다(1조).
2. 편제(編制)는 본과(本科)와 속성과(速成科)를 두되, 본과 2년, 속성과 6개월에 졸업시킨다(2,3조：본과 2년은 1899년 4년으로 개정됨).
3. 부속학교로 심상과(尋常科)와 고등과를 가진 소학교를 두되, 그 수업연한은 어느 것이나 3년으로 한다(4, 5조).
4. 직원은 학교장 1인(奏任), 교관 2인 이하(奏任 혹은 判任), 부교관 1인(判任), 교원 3인 이하(判任) 및 서기 1인(判任)을 두며, 교관은 생도의 교육을 담당하고, 부교관은 이를 보좌하며, 교원은 부속 소학교 아동의 교육을 맡는다(6조).
5. 본과·속성과 및 부속 소학교의 학과와 정도는 학부대신이 이를 따로 정한다(12조).

학부령 1호로 공포된 '한성사범학교 규칙'에 포함된 내용을 보면 다음과 같다.

교육요지(敎育要旨)
1. 정신을 단련하고 덕행을 닦으며 지조(志操)를 기르는 것은 교육자에게 중요하므로 평소 이에 유의해야 한다.
2. 국왕을 높이고 나라를 사랑하는 정성은 교육자에 있어 중요하므로 평소 충효(忠孝)의 대의(大義)를 밝히고 국민의 지조를 가다듬어 일으키는 데 힘써야 한다.
3. 규율을 지키고 질서를 잡아 사표(師表)의 위의(威儀)를 갖추는 것은 교육자로서 중요한 일이므로 평소 어른의 명령과 가르침에 복종하고 기거(起居)·언동(言動)을 바르게 함을 요한다.
4. 신체건강은 성업의 기본이므로 평소 위생에 유의하고 체조에 힘써 건강을 증진시킴을 요한다.
5. 교수방법은 교육자에게 중요한 일이므로 평소 연구를 거듭하여 소학교 규칙에 맞도록 힘써야 한다.

입학 및 정원
본과(本科)에 입학할 수 있는 자는 연령 20세 이상 25세 이하로 하고, 속성과는 22세 이상 35세까지로 한다. 정원은 본과 100명, 속성과는 60명으로 한다.
학과목의 종류
본과의 학과목은 수신(修身)·교육·국문·한문·역사·지리·수학·물리·화학·박물(博物)·습자 및 체조로 하되, 때에 따라 이들 과목 중 한 과목 또는 여러 과목을 감할 수 있다. 속성과의 학과목은 수신·교육·국문·한문·역사·지리·수학·이과·습자·작문 및 체조로 하되, 때에 따라 과목을 감할 수 있다.
과목의 정도(程度)
본과의 과목정도는 다음 표와 같다. 그리고 속성과의 정도는 본과의 경우보다 낮은 정도로서, 각 과목의 대요(大要)와 대의(大義)를 가르치도록 하였다.

| 과목 | 내용                                                                                                 |
| ---- | --- |
| 수신 | 인류도덕의 요지와 그 교수법                                                                          |
| 국문 | 강독                                                                                                 |
| 한문 | 강독                                                                                                 |
| 교육 | 내외 교육의 연혁과 저명한 교육자의 생애·사상을 가르치며, 부속소학교에 나가 실지 수업방법을 연습한다. |
| 역사 | 한국 및 타국 역사                                                                                    |
| 지리 | 한국 및 타국의 정치 지리 및 지문(地文)의 초보                                                        |
| 수학 | 산술 및 대수·기하의 초보와 교수법                                                                    |
| 물리 | 물리상의 긴요한 현상 및 정률(定律)                                                                   |
| 박물 | 동식물의 생리 및 위생                                                                                |
| 화학 | 보통 화학상의 현상, 긴요한 원소 및 무기화합물의 성질                                                 |
| 습자 | 해(楷)·행(行)·초(草)의 3체 및 교수법                                                                 |
| 작문 | 일용서류·기사문 및 논설문                                                                            |
| 체조 | 보통체조 및 군대식 체조                                                                              |

##### 소학교
소학교령(小學校令)은 1895년 7월 19일부로 처음 초등교육의 관제(官制)가 정하여졌다. 이 영(令)은 본령 4장 29조로 되어 있다. 1장은 소학교의 목적 및 종류·경비로 되어 있고, 2장은 소학교 편제 및 취학, 3장은 학교 설치 및 감독, 4장은 직원에 대하여 각각 규정하고 있다. 그 구체적 내용은 다음과 같다.
1. 소학교의 본지(本旨)는 아동의 발달을 고려하여 국민교육의 기초 및 생활상 필요한 지식·기능을 수여하는 것이다.
2. 입학은 만 8-15세의 아동으로 심상과(尋常科) 3년, 고등과 2-3년으로 수업연한을 규정하고 있다.
3. 설립방법에 따라 관립·사립 3조로 구분, 각각 심상·고등과로 나눈다.
4. 교과서는 학부(學部)에서 편집, 학부대신의 검정 등을 거치게 하고, 각 학교는 국정 또는 검인정(檢認定)교과서를 사용케 하였다.
5. 심상과의 교과목은 수신·독서·작문·습자·산술 및 체조로 하되, 때에 따라 학부대신의 인가를 얻어 체조를 제하고, 한국지리·역사·도화(圖畵)·외국어 1과 혹은 여러 과를 가할 수 있다. 여아(女兒)를 위하여 재봉을 더 추가할 수 있다.
6. 고등과의 교과목은 수신·독서·작문·습자·산술·한국지리·한국역사·외국지리·이과·도화 및 체조로 하되, 여아를 위해 재봉을 추가할 수 있으며, 때에 따라 학부대신의 인가를 얻어 외국어 1과를 더하고, 외국지리·외국역사·도화 1과 혹은 여러 과를 제할 수 있다.
7. 교원은 교원면허증(敎員免許證)을 가져야 하며 검정에 합격해야 한다. 관립소학교는 학부대신, 공립소학교는 각 해당 관청의 관찰사가 교원을 임용하고, 모두 판임관(判任官)이 되도록 하였다.

이 영(令)에 의하여 설립된 학교는 1895년 서울 중부 오경선(吳慶善)집에 세운 사립 을미의숙(乙未義塾)을 하령 발표 후 관립으로 승격시킨 수하동(水下洞) 소학교를 비롯하여 영동(永洞)·정동(貞洞)·재동(齋洞)과 일찍이 4학(四學)인 동부학당 옛터에 세운 양사동(養士洞)소학교가 유명하다.지방으로서는 관찰사가 있는 곳에서만 공립 심상소학교가 하나씩 설립되었다. 이 밖에 1886년에 개성·강화·인천·부산·원산·경흥·제주·양주·파주·청주·임천(林川)·순천(順天)·남원·영광·광주·안동·의주·강계·성천(成川)·원주·강릉·북청 등지는 학부지정지로서 학교를 설치하였다.이와 같이 1895년 소학교령에 의하여 학교는 점차 전국적인 규모로 확대되어, 1905년 을사조약이 체결될 때까지 수도의 10교, 지방 50여교로 증가했다.

##### 중학교
1899년 4월 4일에 공포된 중학교관제에 의해 처음 중등교육에 대한 관제가 정하여졌다. 전문 17조로 된 학규(學規)로 그 내용은 다음과 같다.
1. 실업에 종사하려는 사람에게 정덕(正德)·이용(利用)·후생(厚生)의 도를 가르치고, 중등교육의 보급을 도모할 것을 목적으로 한다(1조).
2. 수업연한은 7년으로 하되 심상과 4년, 고등과 3년으로 한다(2, 3조).
3. 학과와 정도는 학부대신이 따로 정한다(4조).
4. 직원은 학교장 1인, 교관(敎官) 7인, 서기 1인으로 한다(5조).

이 학령에 의해 설치된 최초의 중학교는 관립중학교이다. 이 학교는 정부가 세운 최초의 학교로 보통교육을 목적으로 했으며, 학령이 규정한 바와 같은 고등과는 실시되지 못하고 심상과만 두는 데 그쳤다.

##### 외국어학교
1895년 5월 10일 전문 11조로 된 외국어학교 관제가 공포되었다. 외국어학교는 외국의 어학을 교수하는 것을 목적으로 하며(1조), 외국어의 종류는 필요에 따라 학부대신이 정하도록 했으며(2조), 학부대신은 필요에 따라 지방에 분교를 둘 수 있고(3조), 직원은 학교장 1인, 교관 4인 이하, 부교관 5인 이하, 서기 3인 이하를 두되(4조),  필요한 경우 교관·부교관 혹은 외국인을 고용할 수 있으며, 그 인원수는 학부대신이 필요에 따라 정하도록 했다(11조).외국어학교 관제가 제정된 지 5년 후 미비점의 보완으로 5관(五款) 29조로 된 학교규칙이 정해졌다. 거기에는 학과목·학교종류·수업연한 및 입학과 퇴학에 걸친 세부사항이 다음과 같이 나타나 있다.
1. 학과목은 외국어과 이외에 보통학문을 외국어로 교수하며, 한문으로 독서·작문과 본국의 역사·지리를 교수한다.
2. 학교의 종류는 일어·영어·법어(法語)·한어(漢語)·덕어(德語:독일어)로 분교하여 설치한다.
3. 수업연한은 일어·한어는 3년, 영·불·덕어는 5년,
4. 학급은 생도의 수와 학력에 따라 편제하고, 학기는 봄·가을 두 기(期)로 나눈다.
5. 입학연령은 만 15세부터 23세까지로 한다.

이 학령 발표후 1895년 법어학교(法語學校), 1896년 아어학교(俄語學校), 1897년 한어학교(漢語學校), 1898년 덕어학교(德語學校)가 세워졌다.

##### 실업학교
실업학교에 대한 관제는 1889년 3월 24일 의(醫)학교 관제, 동년 6월 24일 농·상·공학교(農商工學校)관제가 발표되었다. 설립된 학교는 1889년 2월 정부에 의해 경성의학교(京城醫學校：뒤에 경성의학전문학교로 발전됨), 같은 해 5월 상공학교가 세워졌다. 이 학교는 예과·본과를 두고, 농·상·공업을 가르쳤다. 5년 후 1904년 농공상학교로 개칭하였다. 편제는 농과·상과로 나누고, 수업연한을 예과 1년, 본과 3년으로 정하였다. 그 뒤 농과는 수원농과학교, 공과는 경성공업전습소, 상과는 선린상업학교로 발전하였다. 또 1900년 8월 광학(鑛學)·실업을 가르치는 광무학교(鑛務學校), 1897년 우무학당(郵務學堂)·전무학당(電務學堂)이 나타났으나 1910년의 경술국치 이후 둘 다 폐지되었다. 또 1895년 3월 당시 법원이었던 평리원(平理院) 안에 새로 법관양성소가 생겼다. 이것이 경성법학전문학교의 전신(前身)이다.

### 민간인계 사립학교
갑오개혁 이후 관·공립학교보다 더 활발하게 전개된 것은 민간인 사립학교의 설립이었다.고종 32년(1895)부터 경술국치 직전인 융희 3년(1909)까지 설립된 중요 민간인 사립학교를 보면 다음과 같다.
- 흥화학교
- 양정의숙
- 보성학교
- 중동학교
- 기호학교
- 대성학교
- 오산학교

#### 사립여자학교의 설립
개화와 더불어 시작된 일대 변혁 중 여성의 사회진출과 여성교육기관의 성립은 현저한 바 있었다. 1906년 7월 진학신(秦學新)·김운곡(金雲谷) 등이 여자교육과 사회문명을 개진할 목적으로 여자교육회를 조직하였다. 이 학회의 부속학교로서 1906년 양규의숙(養閨義塾), 1907년 4월 신학원(新學院)을 설립하였다. 그 외에 순전히 민간인 자본으로 설립된 여자학교로는 1906년 4월에 진명여학교, 동년 5월에 명신여학교(그 뒤 숙명여학교), 1908년 3월에 동덕여학교가 세워졌다.
대체로 1910년까지 여자사학기관이 설립된 유형을 보면,
1. 기독교 여자선교사에 의한 학교,
2. 진명·숙명 같은 귀족계급의 출자에 의한 학교,
3. 동덕 같은 순 민간인 출자에 의한 학교의 출현 등을 들 수 있다.

#### 사학의 정신과 구국운동
근대사학의 설립은 민족의 각성과 교육구국의 인재양성이란 민족적 요망에 의하여 이루어졌다. 즉, 1905년 이후 민간인에 의한 사학의 설립정신은 모두 개화운동과 아울러 국권회복을 위한 민족의식에서 비롯되었으니, 이는 국권을 되찾는 방법이 근대교육을 하루 빨리 시행하여 청년을 개화시킴으로써 가능한 것이라는 발상에서 나왔다. 이용익(李容翊)이 세운 '보성학교', 남궁억(南宮億)이 세운 '현산학교(峴山學校)', 도산이 세운 '대성학교', 이승훈이 세운 '오산학교' 등이 유명했다. 도산 안창호(安昌浩)는 대성학교의 건학정신을 '점진적으로 대성하는 인물'에 두고, 교훈을 '무실역행(務實力行)' '주인정신(主人精神)'에다 두었다. 그에 의하면 '무실역행'이란 공리공론(空理空論)을 하지 말고, 우선 나 한 사람부터 성실하고 실력있는 사람이 되도록 한다는 것으로, 이렇게 함으로써만 민족중흥에 새 힘이 될 수 있다고 보았고, 또 '주인정신'이란 책임·독립정신을 뜻하는 것이었다.요컨대 당시의 민간인 사립학교의 건학정신(建學精神)은 모두가 민족의식을 고취하고 새 지식의 계발로 국권을 찾는 데 두었다.
근대 사립학교 교육활동에 나타난 공통된 정신은
1. 국권회복을 위한 민족운동 지도자의 양성,
2. 배일(排日)·애국교과에 의한 민족의식의 고취(鼓吹),
3. 과외활동을 통한 애국사상의 함양 등으로 요약할 수 있다.

한국근대의 교육은 선교사의 교육활동에서 근원적 이념이 발생하였고, 고종 31년(1894)의 관제개혁에 따라 근대교육이념이 국가정책으로 수용되어 한국사회에 새 교육의 전통이 수립되었으며, 이후 일제 침략에 의하여 한국교육이 식민지 교육으로 재편되었다. 그러나 이때도 민간인 사립학교가 중심이 되어 민족각성을 통한 국권회복의 구국운동은 끊이지 않고 계속되었다.

## 같이 보기
- 한국 근대의 교육사상
- 일제 강점기의 교육